# Бока ди Магра (Ла Специја)
Бока ди Магра је насеље у Италији у округу Ла Специја, региону Лигурија.
Према процени из 2011. у насељу је живело 290 становника. Насеље се налази на надморској висини од 1 м.